# Safair
Safair — южноафриканская авиакомпания со штаб-квартирой в Кемптон-Парк (Экурхулени, Гаутенг, близ Йоханнесбурга, ЮАР).
Компания предоставляет услуги по аренде самолётов (сухой и мокрый лизинг), подготовке и переподготовке лётного состава, техническому и сервисному обслуживанию воздушных судов, выполнения работ по обеспечению безопасности на транспорте, а также выполняет чартерные пассажирские и грузовые перевозки, в том числе в рамках договоров по обеспечению работы мобильных групп скорой медицинской помощи (санитарная авиация).
Портом приписки авиакомпании и её главным транзитным узлом (хабом) является Международный аэропорт имени О. Р. Тамбо в Йоханнесбурге.

## История
Авиакомпания Safair была основана в марте 1969 года международной корпорацией Safmarine и начала операционную деятельность 18 марта следующего года. Вплоть до начала 1990-х годов Safair главным образом занималась грузовыми перевозками на маршрутах регионального и местного значения. В 1991 году авиакомпания вышла на рынок технического и сервисного обслуживания самолётов, а также занялась ночными чартерными пассажирскими перевозками, попутно заключая договора с туристическими фирмами страны.
В 1998 году авиакомпания приобрела 49 % собственности ирландской компании Air Contractor, а в декабре того же года была сама приобретена за 40 миллионов долларов США финансовой группой «Imperial Holdings». В июле 1999 года Safair поглотила южноафриканскую чартерную авиакомпанию National Airways Corporation и компанию Streamline Aviation, занимавшуюся продажей воздушных судов.
В настоящее время авиакомпания полностью принадлежит управляющему холдингу «Aergo Capital Ltd.»

## Флот
По состоянию на 4 мая 2010 года воздушный флот авиакомпании Safair состоит из следующих самолётов: